# Saccellium lanceolatum
Saccellium es un género monotípico de plantas con flores perteneciente a la familia Boraginaceae. Su única especie, Saccellium lanceolatum, es originaria de Sudamérica donde se distribuye por Bolivia y Perú.

## Taxonomía
Saccellium lanceolatum fue descrito por Aimé Bonpland y publicado en Plantae Aequinoctiales 1: 47, pl. 13. 1806.